# Prager Presse
Prager Presse var en tyskspråkig tjeckoslovakisk tidning, utgiven i Prag 1921–1939.
Prager Presse var utrikesministeriets organ, spridd även utanför landets gränser, särskilt i Lilla ententens länder, Polen och Balkan.